# Longframlington
Longframlington – wieś w Anglii, w hrabstwie Northumberland. Leży 38 km na północ od miasta Newcastle upon Tyne i 435 km na północ od Londynu. W 2001 miejscowość liczyła 979 mieszkańców.